# Urayasu
Urayasu (Japans: 浦安市, Urayasu-shi) is een stad en gemeente in Japan, in de prefectuur Chiba. In 2003 woonden er naar schatting 145.000 mensen, op een oppervlak van 17,29 km².
De gemeente grenst aan Tokio en is bekend vanwege de vestiging van het Tokyo Disney Resort. De stad bestaat uit twee delen, het originele vissersdorp en het gedeelte dat grenst aan het Disneypark.

## Geboren
- Keiji Tamada (11 april 1980), voetballer